# Saint-Lunaire

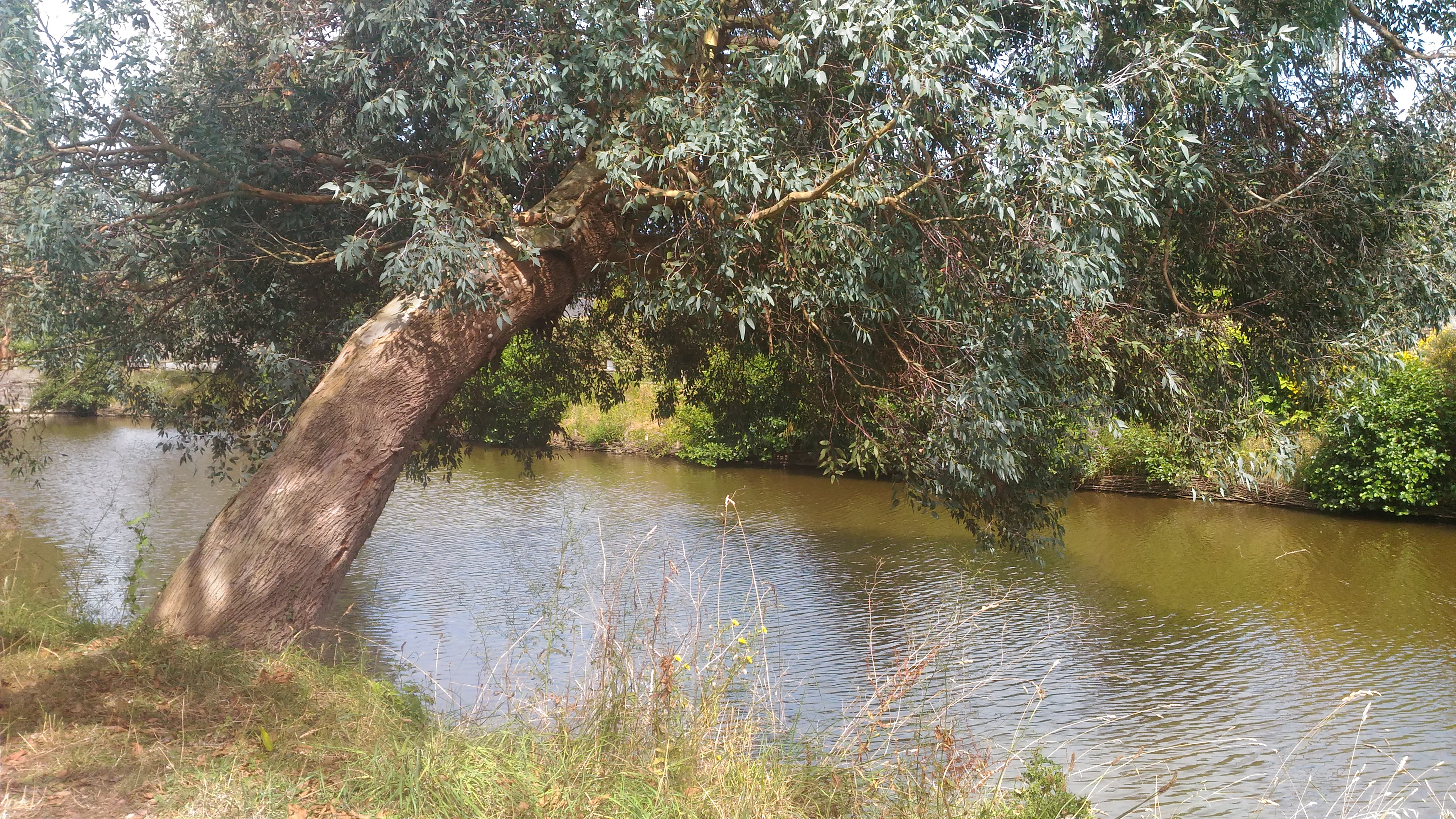
Rzeka Le Crèvelin.

Saint-Lunaire (bret. Sant-Luner) – miejscowość i gmina we Francji, w regionie Bretania, w departamencie Ille-et-Vilaine. Nazwa miejscowości pochodzi od imienia św. Leonoriusza.
Według danych na rok 1990 gminę zamieszkiwały 2163 osoby, a gęstość zaludnienia wynosiła 211 osób/km² (wśród 1269 gmin Bretanii Saint-Lunaire plasuje się na 283. miejscu pod względem liczby ludności, natomiast pod względem powierzchni na miejscu 827.).

## Znane osoby związane z Saint-Lunaire
- Jean Rochefort (1930-2017), francuski aktor filmowy i teatralny
- Nicolas Hulot, francuski dziennikarz i działacz ekologiczny, minister ekologii od 2017

## Miasta partnerskie
- Hexham, Anglia